# 生駒親孝

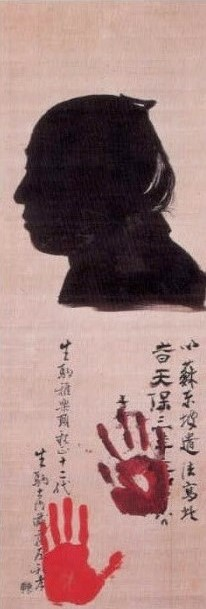
生駒親孝像(龍源寺蔵)

生駒 親孝（いこま ちかのり、寛政2年3月14日（1790年4月27日） - 天保7年1月7日（1836年2月23日））は、江戸時代後期の旗本。初名は丹羽貴邁。通称は修蔵、大内蔵。

## 生涯
寛政2年（1790年）3月14日、丹羽長貴の三男として誕生した。生母は松原氏。文化10年（1813年）9月18日、交代寄合生駒親章の養子となった。文化14年（1817年）9月13日、親章の死去により家督を相続した。天保元年（1830年）11月8日、隠居して養子の親愛（実父奥平昌高）に家督を譲った。天保7年（1836年）1月7日、47歳で死去した。正室は生駒親章の娘。
文政5年（1822年）11月、老中水野忠成の申し入れにより、本所中之郷の江戸下屋敷（800坪）を譲渡し、本所林町の菅沼大蔵の屋敷（906坪）を入手、新たに下屋敷とする。